# Puerto Cabello
Puerto Cabello (phát âm tiếng Tây Ban Nha: [ˈpweɾto kaˈβeʝo]) là một thành phố trên bờ biển phía bắc của Venezuela. Nó nằm trong bang Carabobo, khoảng 223 km về phía Tây Caracas, khoảng 2 tiếng rưỡi đi xe hơi. Đến năm 2001, thành phố có dân số khoảng 154.000 người. Thành phố này là nơi có các cảng lớn nhất và bận rộn nhất trong cả nước và do vậy là một bánh răng quan trọng trong ngành công nghiệp dầu rộng lớn của đất nước. Từ 'Cabello' dịch là 'tóc'. Người Tây Ban Nha đã để nói rằng biển rất lặng ở đó một con tàu có thể được đỗ ở bến ổn định bằng cách buộc nó với một sợi tóc.

## Thời tiết
| Dữ liệu khí hậu của Puerto Cabello      | Dữ liệu khí hậu của Puerto Cabello | Dữ liệu khí hậu của Puerto Cabello | Dữ liệu khí hậu của Puerto Cabello | Dữ liệu khí hậu của Puerto Cabello | Dữ liệu khí hậu của Puerto Cabello | Dữ liệu khí hậu của Puerto Cabello | Dữ liệu khí hậu của Puerto Cabello | Dữ liệu khí hậu của Puerto Cabello | Dữ liệu khí hậu của Puerto Cabello | Dữ liệu khí hậu của Puerto Cabello | Dữ liệu khí hậu của Puerto Cabello | Dữ liệu khí hậu của Puerto Cabello | Dữ liệu khí hậu của Puerto Cabello |
| Tháng                                   | 1                                  | 2                                  | 3                                  | 4                                  | 5                                  | 6                                  | 7                                  | 8                                  | 9                                  | 10                                 | 11                                 | 12                                 | Năm                                |
| --------------------------------------- | ---------------------------------- | ---------------------------------- | ---------------------------------- | ---------------------------------- | ---------------------------------- | ---------------------------------- | ---------------------------------- | ---------------------------------- | ---------------------------------- | ---------------------------------- | ---------------------------------- | ---------------------------------- | ---------------------------------- |
| Trung bình ngày tối đa °C (°F)          | 30 (86)                            | 29 (85)                            | 30 (86)                            | 30 (86)                            | 31 (87)                            | 31 (87)                            | 31 (87)                            | 31 (88)                            | 32 (89)                            | 31 (88)                            | 30 (86)                            | 30 (86)                            | 31 (87)                            |
| Tối thiểu trung bình ngày °C (°F)       | 22 (72)                            | 22 (72)                            | 23 (73)                            | 23 (74)                            | 23 (74)                            | 23 (74)                            | 24 (75)                            | 23 (74)                            | 24 (75)                            | 25 (77)                            | 24 (75)                            | 23 (74)                            | 23 (74)                            |
| Lượng Giáng thủy trung bình mm (inches) | 99 (3.9)                           | 33 (1.3)                           | 10 (0.4)                           | 43 (1.7)                           | 89 (3.5)                           | 76 (3)                             | 110 (4.3)                          | 99 (3.9)                           | 64 (2.5)                           | 61 (2.4)                           | 94 (3.7)                           | 100 (4.1)                          | 878 (34.7)                         |
| Nguồn: Weatherbase                      |                                    |                                    |                                    |                                    |                                    |                                    |                                    |                                    |                                    |                                    |                                    |                                    |                                    |